# Saint-Thibault-sur-Loire
Pour les articles homonymes, voir Saint-Thibault.
Saint-Thibault-sur-Loire, communément appelé Saint-Thibault, est un faubourg de la commune Saint-Satur, situé dans le nord-est du département du Cher.

## Géographie
Saint-Thibault est situé en bord de Loire, au pied de la colline sancerroise, à 5 km de l'A77 et à une altitude d'environ 147 m. D'est en ouest, il s'étend du côté Est du pont qui franchit la Loire, au côté Est du pont de Saint-Satur sur le canal latéral à la Loire. Le village est ainsi traversé par la rue des Ponts (route départementale D2).
La Vauvise se jette dans la Loire en rive gauche à Saint-Thibault-sur-Loire, au quai de la Loire, où se trouvent de vieilles demeures. La véloroute « La Loire à vélo » passe le long des quais.
Saint-Thibault a subi la crue du 5 au 8 décembre 2003. Un repère de niveau de crue, tracé à environ 50 cm et daté du 7 décembre 2003, est situé au quai de la Loire.
À l'ouest, le village vigneron de Fontenay, décoré de ses luxuriants coteaux avec ses caves souterraines, est un autre faubourg de Saint-Satur.

## Histoire

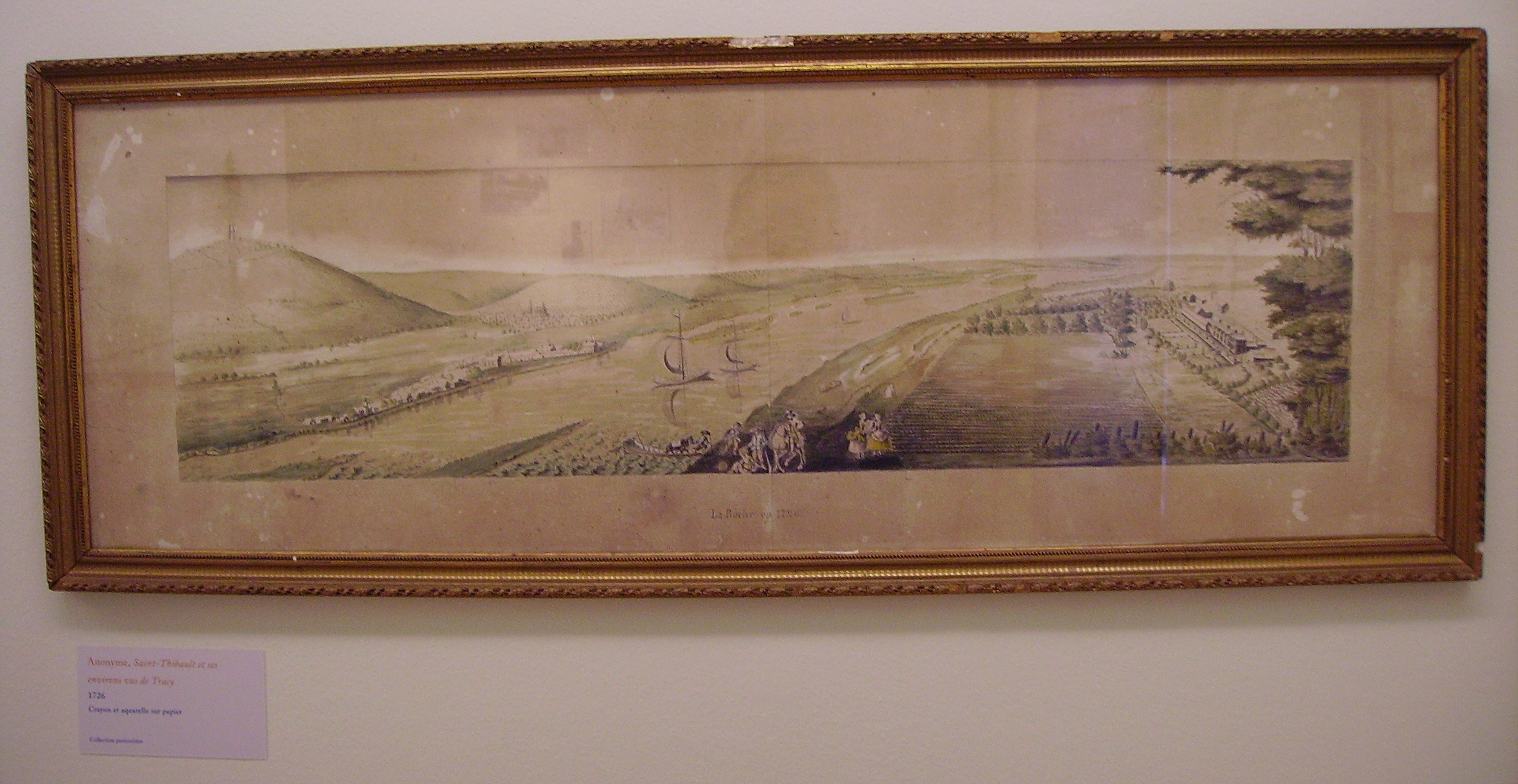
Saint-Thibault et ses environs vus de Tracy, 1726 (anonyme).

Saint-Thibault était un village de mariniers de Loire. Le port de Saint-Thibault était le principal lieu d'embarquement des vins du Sancerrois.
« Thibault-la-Fontaine » était un ancien nom de Saint-Satur.

### Origine gallo-romaine: la cité de Gordona

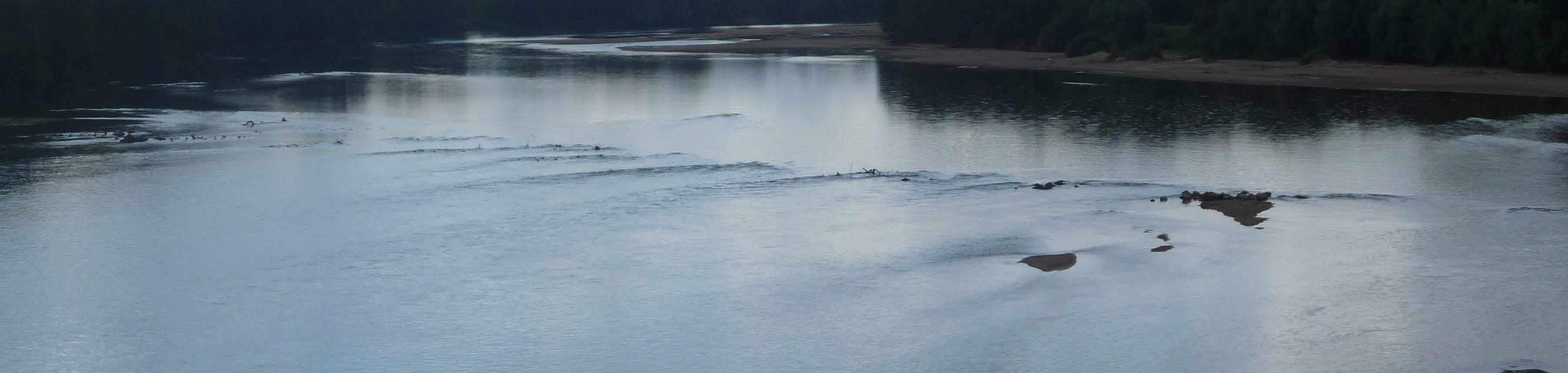
Les vestiges des piles du pont gallo-romain.

Les origines du faubourg remontent à la période gallo-romaine : en amont du pont, lorsque la Loire est en période d'étiage, apparaissent des vestiges de pieux et piles de deux ponts gallo-romains des Ier et IIe siècles.
La cité de Gordona ou Gortona, peut-être la cité dénommée Gorgobina, fut construite par les Romains au confluent de la Loire avec le Ru et la Vauvise sur l'actuel territoire du faubourg. Les habitants de Gordona étaient principalement pêcheurs et mariniers. Gordona était alors un port actif et prospère dépendant des caprices du fleuve. Cette cité fut détruite au début du Ve siècle soit par une crue exceptionnelle soit par un pillage suivi d’incendie. Les habitants se réfugièrent non loin de là sur les premières pentes à l’endroit qui, en se fortifiant, pris le nom de « Château-Gordon », la future ville de Saint-Satur. Ne reviendront à Gordona que ceux qui vivent du fleuve. Après la destruction de Gordona, quelques demeures subsistent et le passage sur la Loire continue à être en usage.

### Marine de Loire et port de Saint-Thibault
Le renouveau du village ne s'opère qu'à la fin du Moyen Âge : la cité assez importante à l'époque gallo-romaine est constituée au XVIe siècle de seulement dix à douze maisons.
Aux XVIIe et XVIIIe siècles, le port devient florissant et est un des centres de la navigation sur la Loire. Les cinq cents habitants vivent alors uniquement de la marine de Loire et de la pêche, et forment une communauté à part, les familles étant très soudées et ne se mariant qu'entre elles. Le vin, le bois, le sel, les céréales sont les marchandises les plus transportées par les voituriers par eau.
La construction du canal latéral à la Loire et des chemins de fer portent un coup à la navigation sur la Loire, et la marine de Loire entame son déclin au début du XIXe siècle.
Les traditions des mariniers de Loire sont encore présentes avec les fêtes de la Saint-Roch, le saint patron des mariniers du village. Chaque année à la mi-août étaient organisées des fêtes de la Saint-Roch, comportant des défilés, des processions jusqu'à la chapelle des Mariniers, des joutes sur la Loire, etc.

## Économie
Le village est très animé en période estivale (voir plus bas les points d'intérêt). Le tourisme viticole sancerrois, les restaurants, la présence d'un golf, mini-golf, camping ou encore d'un port de plaisance participent à cette animation.

## Culture locale et patrimoine

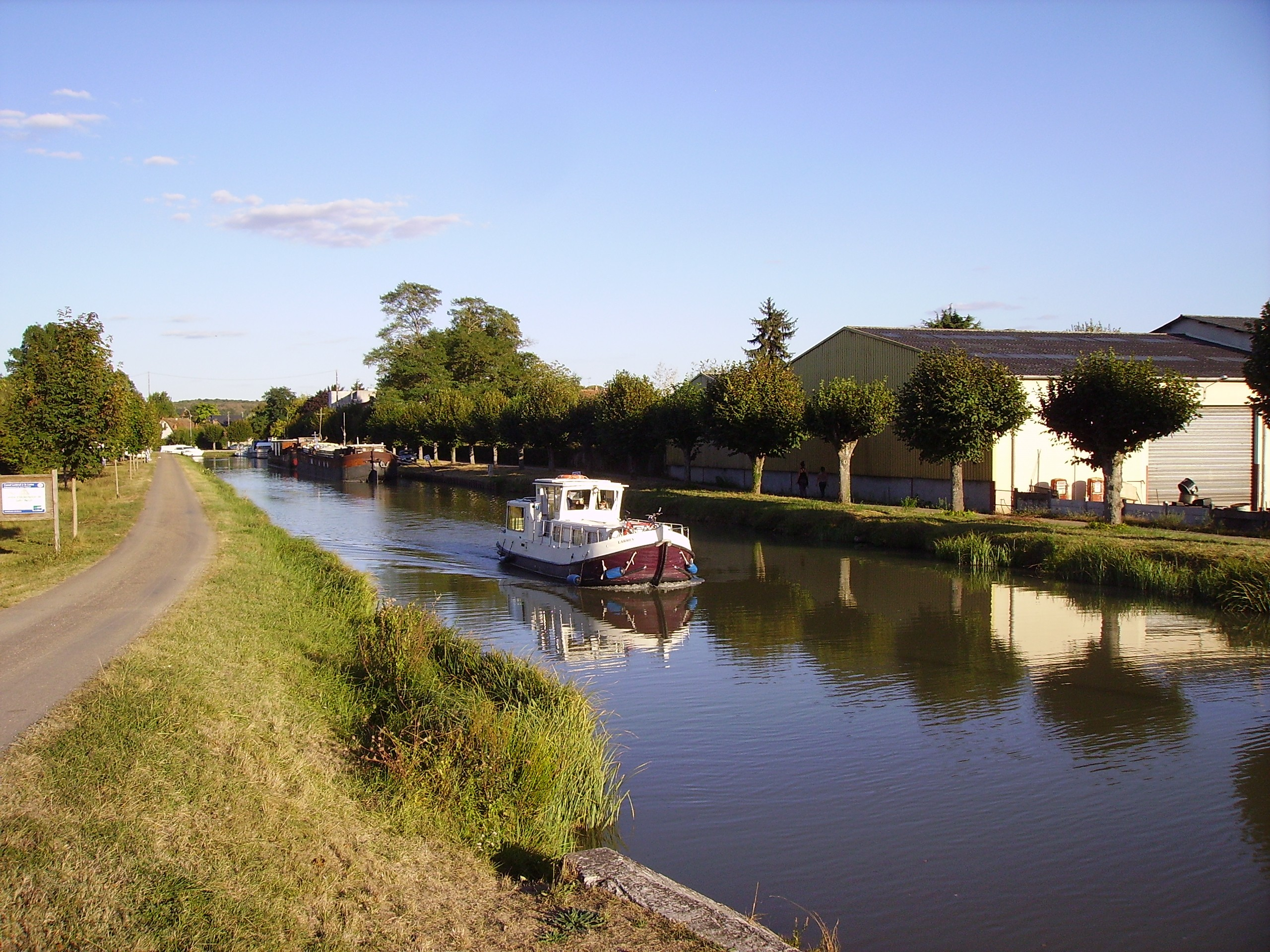
Le canal de jonction.

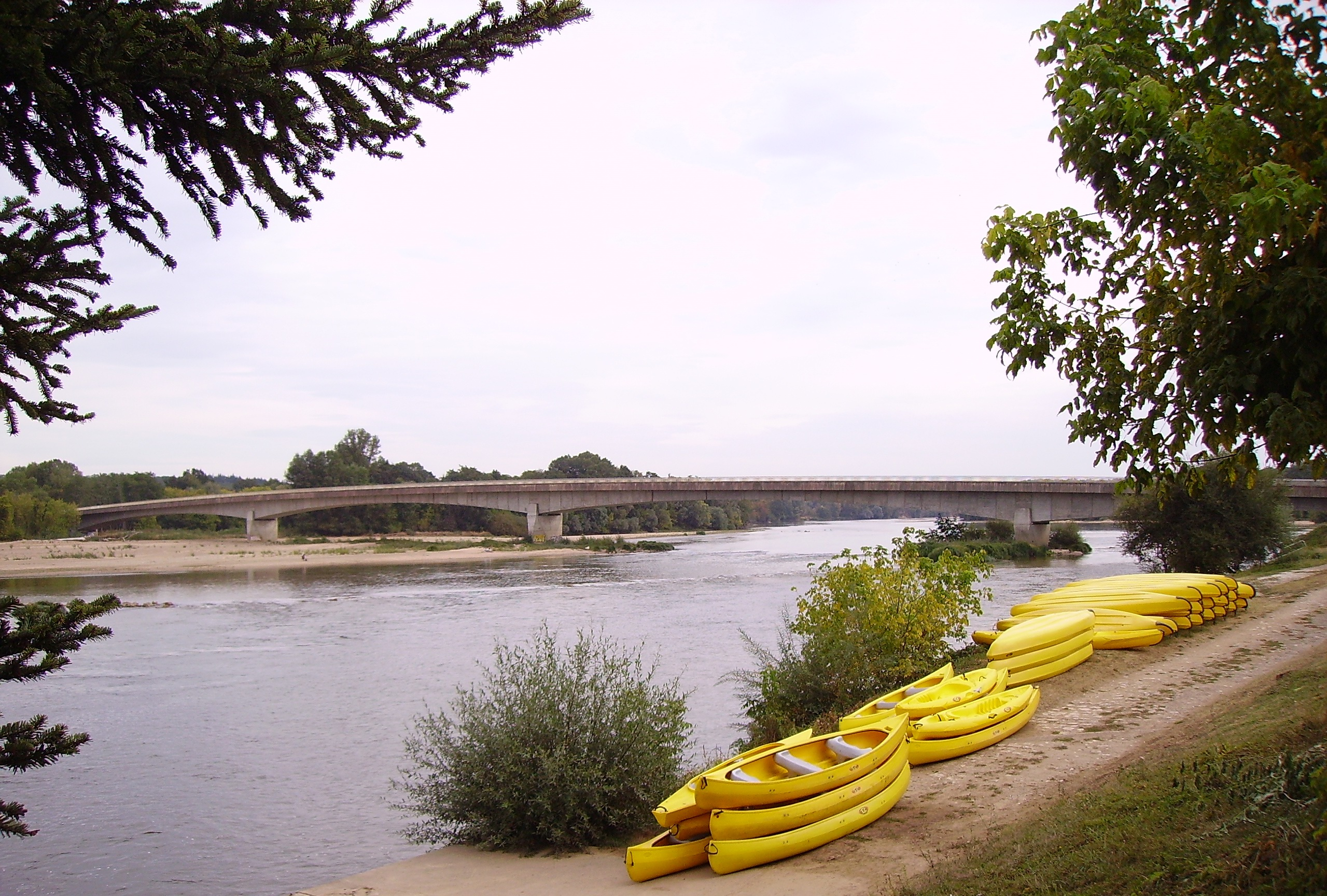
Le pont routier sur la Loire.

### Lieux et monuments
- La chapelle des Mariniers, appelée chapelle Saint-Thibault, du XIIe siècle, dédiée aux mariniers de Loire, où est suspendu un bateau. Une plaque commémorative est apposée à la mémoire des mariniers compagnons du comte de Grasse sur le vaisseau amiral Ville-de-Paris, morts aux Antilles durant la guerre d'indépendance des États-Unis en avril 1782.
- Le port de plaisance[2], avec capitainerie, est un relais nautique avec bornes d'eau et d'électricité, sanitaires et station-service fluviale. Près de la capitainerie, une écluse (ne fonctionnant plus) reliait le fleuve au canal de jonction du canal latéral à la Loire. Saint-Thibault possède aussi en bord de Loire un camping trois étoiles ombragé, sept terrains de tennis, un golf avec parcours de 18 trous, des accès au fleuve (plage, balades en canoë, en motomarine) et une piscine d'été chauffée.
- Le pont de Saint-Thibault en poutre-caisson en béton précontraint[3] sur la Loire est situé à environ 9 km du pont de Pouilly-sur-Loire (en amont) et à environ 10 km de celui de Cosne-Cours-sur-Loire (en aval).
- La construction d'un pont suspendu à chaîne a débuté en août 1832. Très solide, ce pont d'une longueur totale de 360 m, doté de cinq travées, a notamment résisté à la grande crue du 27 septembre 1866. Il a été détruit en 1934 (fin de sa concession) avant d'être remplacé par un nouveau pont la même année[4].

## Personnalités liées au village
- Georges Simenon (1903–1989) a séjourné dans un hôtel situé sur les bords de Loire ; il y a écrit un de ses romans : Les Sœurs Lacroix (1938)[5]. L'hôtel se situe au quai de Loire Georges Simenon.
- Claude Rameau (1876–1955), peintre de la Loire, a planté son chevalet dans une maison de marinier à Saint-Thibault-sur-Loire. Il a notamment exposé pendant dix-neuf ans à la galerie parisienne Marcel Bernheim[6]. Une ruelle porte son nom.
- Thibaut de Provins (1039–1066), grand routard de Compostelle, Trèves, Rome et des Pays du Levant auxquels il n'a pu accéder pour raison de fatigue. Grand chercheur du Christ, il a été porté par la foule vers les autels, c'est ce qu'on appelle aujourd'hui un saint. Son lignage, celui des Champagne [cf. par exemple Thibaud III de Blois (1037–1089)], possesseur du Sancerrois, l'a introduit sur ce bord de Loire en lui dédiant un prieuré et une chapelle rattachés (XIIe siècle) à l'abbaye voisine Saint-Satur, pour gérer le port, dont il ne reste aujourd'hui que la chapelle, dite « marinière », dénommée « chapelle Saint-Thibault » (située près de l'auberge de même nom). Ce jeune routard-ermite thaumaturge, premier titulaire de la chapelle, est à l'origine de l'appellation « Saint-Thibault-sur-Loire » et ce, par-dessus la popularité de saint Roch, autre célèbre pèlerin thaumaturge du Moyen Âge introduit dans la chapelle des Mariniers aux alentours du XVe siècle.
- Élie-François Dugenne (1737-1815), homme politique français, député du Cher à la Convention nationale, médecin de Sancerre, né à Saint-Thibault commune de Saint-Satur. Il a donné son nom à une rue du faubourg. Il est issu d'une famille de mariniers de Saint-Thibault.
- Hervé Mhun (16 novembre 1905 à Saint-Thibault, juin 1968), sculpteur.